# Jae'Sean Tate
Jae'Sean Tate (Ohio, 28 de outubro de 1995) é um basquetebolista profissional norte-americano, que joga pelo time Houston Rockets da National Basketball Association (NBA).